# Asterizam (tipografija)
 Ovo je članak o tipografskom simbolu. Za druga značenja pogledajte asterizam (razdvojba).
U tipografiji, asterizam (Unikod: U+2042, ⁂) jest tipografski simbol koji se sastoji od tri zvjezdice postavljene u obliku trokuta i koji se rabi u razne svrhe. Ime mu dolazi od astronomskog pojma za skupinu zvijezda.
Asterizam se isprva koristio kao vrst dinkusa u tipografiji, iako se tako koristi sve rjeđe. Kao i dinkus, asterizam se može koristiti na mjestu izostavljenih imena i naslova ili kao naznaka da naslova nema, za što je upotrebljen u skladbama 21, 25 i 30 u Albumu za mladež Roberta Schumanna. U meteorologiji, asterizam se upotrebljava u stacionarnim modelima kako bi naznačio umjerene količine snijega.